# Frankie Goes to Hollywood
Frankie Goes to Hollywood – brytyjski zespół wykonujący muzykę z gatunku pop-rock, którego szczyt popularności przypadł na lata 80. XX wieku.

## Historia

### Początki (1980–1982)
Zespół został utworzony w Liverpoolu w 1980 roku. Liderem, a zarazem głównym wokalistą został Holly Johnson, który wcześniej grał w punkowej grupie Big in Japan i wydał dwa solowe single, nie odnosząc sukcesu. Zespół początkowo nosił nazwę Sons of Egypt, a pozostałymi muzykami byli: Peter Gill, Brian Nash i Jed O’Toole. Po kilku lokalnych występach nastąpiły liczne zmiany w składzie. Do grupy dołączył Mark O’Toole i wokalistka Sonya Mazunda, którą ostatecznie zastąpił Paul Rutherford. Już w 1980 zmieniła się też nazwa zespołu. Jak później wyjaśnił Holly Johnson, została ona zaczerpnięta od zdjęcia Franka Sinatry, znalezionego w jednym z numerów magazynu The New Yorker. Zdjęcie to zostało opatrzone nagłówkiem „Frankie Goes to Hollywood”. W październiku 1982 na miejsce Jeda O’Toole wszedł powracający Brian Nash i w ten sposób uformował się ostateczny kształt Frankie Goes to Hollywood. Zespołem zaopiekowali się realizator i producent nagrań Trevor Horn oraz dziennikarz i specjalista od reklamy Paul Morley. Pierwszy z nich stworzył styl muzyczny zespołu, natomiast drugi nadał działalności podopiecznych posmak skandalu i rozgłos.

### Przełom i szczyt popularności (1983–1985)
W maju 1983 roku Frankie Goes to Hollywood podpisali kontrakt płytowy z wytwórnią ZTT Records, a już w październiku tego samego roku został wydany pierwszy singel zespołu, Relax. Tekst utworu wywołał kontrowersje, gdyż dotyczył szczegółów homoseksualnego stosunku dwóch mężczyzn. W wielu krajach piosenka nie była prezentowana w środkach masowego przekazu, co jedynie spopularyzowało to nagranie, a także pomogło promować zespół. Mike Read, DJ brytyjskiej rozgłośni BBC Radio 1, podczas swojej audycji na żywo stwierdził nawet, że utwór jest obsceniczny. Skandaliczny okazał się też teledysk do tego nagrania, zawierający elementy sadomasochistyczne. Tłem dźwiękowym była nowoczesna, hałaśliwa, narzucająca się słuchaczowi muzyka taneczna. Wideoklip nie był emitowany zarówno przez BBC, jak i MTV. Mimo tego popularność singla rosła i trafił on na szczyt brytyjskiej listy przebojów, utrzymując się na tej pozycji przez pięć tygodni. Dotarł także do Top 10 na listach przebojów w innych krajach (m.in. w USA), a w Szwajcarii także stał się numerem 1. Zespół wykonał później piosenkę Relax w filmie Świadek mimo woli (reż. Brian De Palma).
Relax nadal znajdował się wysoko na listach przebojów, kiedy w maju 1984 ukazał się drugi singel grupy: Two Tribes. Tym razem tekst w metaforyczny sposób ujmował temat zagrożenia dla świata ze strony wojny jądrowej. Również i ten utwór wywołał skandal. Teledysk przedstawiał brutalną walkę przywódców dwóch wielkich mocarstw: Stanów Zjednoczonych (Ronald Reagan) i Związku Radzieckiego (Konstantin Czernienko) na ringu bokserskim. Muzyka, jak w przypadku poprzedniego singla, zwracała uwagę efektownym brzmieniem i dużą intensywnością rytmu. Utwór stał się kolejnym wielkim hitem Frankie Goes to Hollywood, docierając do miejsca 1. na brytyjskiej liście. Zdobył też szczyty list przebojów w Holandii i Niemczech. W lipcu 1984 Two Tribes i Relax zajmowały dwa najwyższe miejsca na brytyjskiej liście (była to pierwsza tego typu sytuacja w Wielkiej Brytanii od ponad 20 lat).
Obydwa przeboje znalazły się na debiutanckim albumie Welcome to the Pleasuredome, wydanym jesienią 1984. Podwójna płyta odniosła ogromny sukces komercyjny, debiutując na brytyjskiej liście na miejscu pierwszym i utrzymując się w rankingu sprzedaży 66 tygodni. Zebrała też liczne pozytywne recenzje. Znalazło się na niej kilkanaście utworów w stylistyce pop-rocka, z elementami muzyki tanecznej. Album zawierał też kilka coverów, w tym „Born to Run” Bruce’a Springsteena, „Ferry Cross the Mersey” Gerry and the Pacemakers oraz Do You Know the Way to San Jose? Dionne Warwick. Ostatecznie sprzedano 4 miliony egzemplarzy płyty.
Niedługo po wydaniu albumu ukazał się trzeci singel: The Power of Love. W przeciwieństwie do poprzednich, dynamicznych przebojów, nagranie to było stonowaną balladą miłosną. Również i ten singel okazał się wielkim hitem. Stał się trzecim z rzędu numerem 1 zespołu. Również na listach innych europejskich krajów singel poradził sobie dobrze (Top 5 m.in. w Niemczech, Szwajcarii i Włoszech). Wideoklip do tej piosenki, choć nie został wycofany z emisji, także wywołał spore kontrowersje, poprzez nawiązanie do religii. Przedstawiał wędrującą Świętą Rodzinę i oddanie pokłonu nowo narodzonemu Jezusowi przez Trzech Króli. Nagranie zostało odebrane w mediach jako piosenka świąteczna i co roku jest często emitowane przez stacje radiowe i telewizyjne.
W marcu 1985 roku zepół wydał czwarty singel z płyty, tytułowy Welcome to the Pleasuredome. Nagranie było reklamowane z góry jako „ich czwarty numer 1”, jeszcze zanim singel w ogóle został wydany. Piosenka jednak nie znalazła się na szczycie brytyjskiej listy, choć również stała się dużym przebojem i dotarła do miejsca 2. Singlowi towarzyszył bardzo efektowny teledysk. W tym czasie zaczęły powstawać plotki, jakoby grupa miała się rozwiązać.

### Druga płyta (1986–1987)
Zespół wyjechał do Amsterdamu w 1986 roku, by tam nagrywać premierowy materiał. Pierwszym zwiastunem kolejnego albumu był singel Rage Hard, który ukazał się w sierpniu 1986. Utwór ten, zawierający optymistyczne przesłanie, różnił się od poprzednich nagrań zespołu mocniejszym, bardziej rockowym brzmieniem. Jego tytuł pochodził od jednego z wierszy Dylana Thomasa. Singel okazał się hitem i dotarł do miejsca 4. w Wielkiej Brytanii. Zajął też wysokie miejsca na listach w pozostałych krajach Europy, zwłaszcza w Niemczech, gdzie stał się kolejnym numerem 1. Tym razem promocji singla nie towarzyszyły żadne skandale, jak miało to miejsce wcześniej.
Długo oczekiwany, drugi album zespołu został wydany w październiku 1986 i nosił tytuł Liverpool. Zawierał dość spójny repertuar popowo-rockowy, lecz w swojej koncepcji różnił się bardzo od debiutanckiej płyty. W kilku krajach płyta trafiła do pierwszej dziesiątki. Na brytyjskiej liście sprzedaży dotarła do miejsca 5., co nie było złym wynikiem, lecz wyraźnie gorszym w porównaniu z debiutanckim albumem. Ostatecznie Liverpool sprzedał się jednak dwa razy gorzej niż pierwsza płyta Frankie Goes to Hollywood, nie przekraczając nawet liczby 2 milionów egzemplarzy. Opinie krytyków na temat nowego materiału były przeważnie negatywne.
Drugim singlem z albumu został robotniczy hymn Warriors of the Wasteland. Podobnie jak dwa poprzednie single, Welcome to the Pleasuredome i Rage Hard, tak i ten powstał z inspiracji poezją (wiersz Eliota pt. The Hollow Men). Dynamiczny rockowy utwór spotkał się ze średnim sukcesem. Zajął miejsce 19. na liście przebojów w Wielkiej Brytanii i był to najgorszy wynik z dotychczasowych. Warriors of the Wasteland okazał się hitem jedynie w Niemczech (#7).
W lutym 1987 wydano trzeci i ostatni singel z płyty Liverpool pod tytułem Watching the Wildlife. Mimo iż piosenka ta była jedną z najbardziej przyswajalnych z całego albumu i nawiązywała stylem do pierwszych przebojów zespołu, to okazała się niewielkim sukcesem, zajmując na brytyjskiej liście tylko 28. pozycję. W pozostałych państwach utwór również nie zdobył zbytniej popularności i nie dotarł do pierwszej dwudziestki w żadnym kraju. Był to też ostatni singel Frankie Goes to Hollywood w ich karierze.

### Rozpad i projekty solowe (1987–2003)
Na przełomie 1986 i 1987 roku została zorganizowana trasa koncertowa promująca album. W tym czasie zaczęły narastać jednak poważne konflikty wewnątrz zespołu, a mianowicie między wokalistą Hollym Johnsonem i resztą grupy. Johnson wyraźnie dystansował się od pozostałych członków zespołu, a sprawa pogorszyła się jeszcze bardziej po kłótni między nim a Markiem O’Toole w styczniu 1987 w Londynie, gdzie zespół grał koncert na Wembley Arena. Sytuacja była na tyle poważna, że rozważano zastąpienie Johnsona innym wokalistą. Pod uwagę brany był Pete Wylie, jednak odrzucił on propozycję wstąpienia do zespołu. Frankie Goes to Hollywood dokończyli tournée w starym składzie, ale tuż po jego zakończeniu Holly Johnson definitywnie opuścił zespół.
Johnson postanowił zacząć solową karierę. Dostał propozycję podpisania kontraktu z wytwórnią MCA Records, jednak firma ZTT Records próbowała zatrzymać muzyka u siebie. Oczekiwała, że wokalista będzie wydawał swoje solowe płyty w tej wytwórni, aż warunki kontraktu, opiewającego na nagranie obiecanej liczby płyt, zostaną spełnione. Finał całej sprawy miał miejsce w sądzie. Ostateczny wyrok okazał się korzystny dla Johnsona. Sąd uznał, że warunki kontraktu były zbyt restrykcyjne, dając tym samym także pozostałym muzykom Frankie Goes to Hollywood możliwość dobrowolnego opuszczenia wytwórni ZTT.
Dopiero w 1989 Johnson wydał solowy album, zatytułowany Blast, który okazał się sukcesem. Kontynuował karierę muzyczną w MCA Records, a w latach 90. zajął się malarstwem. Wydał też autobiografię A Bone in My Flute, w której wspominał lata spędzone w zespole. Paul Rutherford wydał płytę Oh World, a później wyprowadził się do Nowej Zelandii. Pozostali trzej muzycy pracowali wspólnie i próbowali bezskutecznie reaktywować Frankie Goes to Hollywood z różnymi wokalistami. Wytwórnia ZTT w 1993 roku wydała reedycje singli Relax i The Power of Love, które na nowo stały się hitami, oraz remiks Welcome to the Pleasuredome, który także osiągnął sukces. W tym samym roku ukazała się kompilacja Bang!... The Greatest Hits of Frankie Goes to Hollywood, na której znalazły się nie tylko największe przeboje, ale także piosenki, które nie były singlami.
Co jakiś czas ukazywały się albumy z remiksami i największymi hitami, z których największy sukces osiągnęła kompilacja Maximum Joy z 2000 roku, docierając w Wielkiej Brytanii na miejsce 54. W 2002 roku Brian Nash wydał solowy album Ripe. Wtedy też dwa single Frankie Goes to Hollywood trafiły na listę najlepiej sprzedających się singli wszech czasów w Wielkiej Brytanii. Były to Relax (na miejscu 6.) i Two Tribes (na miejscu 22.). W roku 2003 wszyscy członkowie zespołu zostali zaproszeni do programu Bands Reunited emitowanego w stacji VH1. Planowano nakłonić muzyków do wspólnego występu, jednak nie doszło to do skutku.

### Powrót i ponowny rozpad zespołu (2004–2007)
W listopadzie 2004 został zorganizowany koncert w londyńskiej Wembley Arena z okazji 25-lecia pracy Trevora Horna w przemyśle muzycznym. Z oryginalnego składu Frankie Goes to Hollywood wystąpili: Mark O’Toole, Peter Gill i Paul Rutherford. Dołączył do nich Jed O’Toole, który na początku lat 80. krótko pracował w zespole oraz nowy wokalista – Ryan Molloy. Holly Johnson i Brian Nash odmówili wcześniej udziału w występie.
Grupa w tym samym nowym składzie ruszyła w 2005 roku w trasę koncertową. Zagrali m.in. na festiwalu Big Gay Out w Hyde Parku w Londynie. Wkrótce pojawiły się jednak nieporozumienia w sprawie dat występów. Zespół zamieścił na swojej stronie internetowej ostrzeżenie, że część terminów koncertowych podanych przez promotora trasy jest błędna. W roku 2007 planowano wydanie nowego albumu Frankie Goes to Hollywood, a w kwietniu 2007 podano informację, że muzycy zrezygnowali z dawnej nazwy i założyli nową grupę o nazwie Forbidden Hollywood. Miało to na celu uniknięcie nieporozumień z byłym wokalistą Hollym Johnsonem co do użycia oryginalnej nazwy. Kolejne terminy koncertów zostały ogłoszone, lecz w czerwcu tego samego roku zespół ponownie się rozwiązał po odejściu Molloya.
W październiku 2009 wydana została kompilacja Frankie Say Greatest

## Skład

### Oryginalny skład (1980–1987)
- Holly Johnson – główny wokal
- Paul Rutherford – wokal
- Peter Gill – perkusja
- Mark O’Toole – gitara basowa
- Brian Nash – gitara

### Drugi skład (2004–2007)
- Ryan Molloy – główny wokal
- Paul Rutherford – wokal
- Peter Gill – perkusja
- Mark O’Toole – gitara basowa
- Jed O’Toole – gitara

## Dyskografia

### Albumy
- 1984: Welcome to the Pleasuredome
- 1986: Liverpool